# Entomologischer Verein Fauna (Leipzig)
Der Entomologische Verein Fauna zu Leipzig (ab 1920 Leipziger Entomologische Gesellschaft) war eine Vereinigung naturwissenschaftlich interessierter Gelehrter verschiedener Wissensgebiete und der Wissenschaft verbundener Personen.

## Geschichte
Am 14. Juli 1875 fand in Leipzig eine Versammlung von Freunden der Insektenkunde statt, es wurde beschlossen, einen entomologischen Verein zu gründen. Eingeladen hatten Dr. phil. Eugene Rey und Apotheker Hedenus, der Verein bekam den Namen „Fauna“. Der Verein verfolgte den Zweck, sich der Pflege der Insektenkunde sowie der Feststellung der entomologischen Fauna von Leipzig und Umgebung zu widmen. Zum 1. Vorsitzenden wurde Ernst Carstanjen gewählt, dieser erschien nur selten zu den Versammlungen, sodass die Leitung hauptsächlich in Reys Händen lag. Am 1. Juli 1876 übertrug ihm eine Generalversammlung den Vorsitz. Mit einigen anderen Vereinsmitgliedern gab er die erste Auflage der Broschüre Die Grossschmetterlinge des Leipziger Gebiets heraus. Eine Wiederwahl zum Vorsitzenden lehnte er am 5. Oktober 1880 ab, der Entomologische Verein Fauna ernannte ihn somit zum Ehrenpräsidenten, als solcher hat er die Versammlungen noch bis Ende der 1880er Jahre ziemlich regelmäßig besucht.

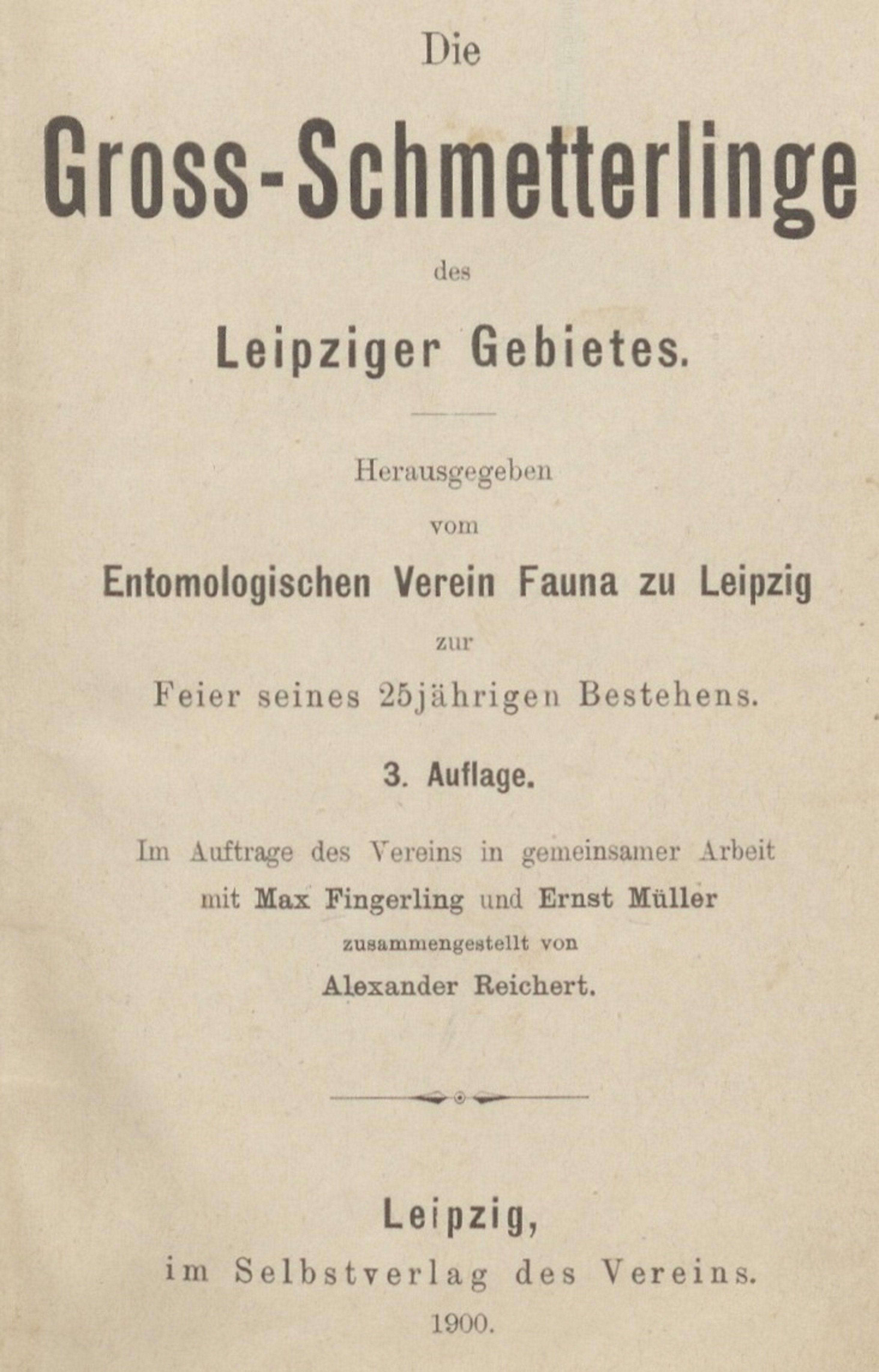
Die Gross-Schmetterlinge des Leipziger Gebietes. Herausgegeben vom Entomologischen Verein Fauna zu Leipzig.

Der Entomologische Verein Fauna zu Leipzig gab im Jahr 1900, zur Feier seines 25-jährigen Bestehens, das Buch Die Gross-Schmetterlinge der Leipziger Gebiete heraus. In gemeinsamer Arbeit mit dem Verein haben Alexander Reichert, Max Fingerling und Ernst Müller in Beobachtung, Bestimmung der Falter und Raupen sowie Angabe der Fangarten und Fundstellen ihr Bestes geleistet. Das reichhaltige Verzeichnis sollte den Sammlern Sachsens und der angrenzenden Gebiete viele gute Hinweise geben. In der Vereinssitzung vom 11. September 1905 wurde beschlossen einen Nachtrag zu diesem Buch erscheinen zu lassen. Die Publikation wurde von den vorher genannten Herren, der inzwischen verstorbenen Max Fingerling wurde von Hermann Petzold vertreten, übernommen. Das druckfertige Manuskript wurde bereits in der Generalversammlung vom 8. Januar 1906 vorgelegt und anschließend herausgegeben.
Die Versammlungen des Vereins fanden jeden Montag im Vereinszimmer des Hotels „Stadt Nürnberg“ statt. Hier wurden Vorträge gehalten, Erfahrungen ausgetauscht und entomologische Objekte vorgezeigt. Bei schönem Wetter unternahmen die Mitglieder an Sonntagen gemeinsame Ausflüge, um Insekten zu sammeln. Die erforderlichen Waldkarten zum freien Betreten der städtischen und staatlichen Waldungen der Umgebung Leipzigs vermittelte der Verein auf Wunsch den Teilnehmern. Eine umfangreiche Bibliothek von fast 600 Bänden stand den interessierten Entomologen zur Verfügung. Am 6. November 1905 beging der Verein sein 30. Stiftungsfest.
Im Jahr 1910 wechselte der Verein das Vereinslokal, man traf sich jetzt im Börsen-Restaurant. Die Bibliothek war auf 700 Bände angewachsen, der Verein hatte 128 Mitglieder.
Am 12. Januar 1920 hat sich in Leipzig die Vereinigung der beiden Entomologischen Vereine „Fauna“ und „Iris“ zur „Leipziger Entomologischen Gesellschaft“ vollzogen. Der Entomologische Verein „Iris“ zu Leipzig wurde am 29. August 1892 von mehreren befreundeten Sammlern gegründet. Zweck des Vereins war die „Förderung der Insektenkunde unter den Mitgliedern, sowie die Pflege des geselligen Verkehrs“. Diese Fusion war seit Jahren Wunsch vieler Leipziger Insektenfreunde gewesen. Beide Vereine besaßen eine fundierte Bücherei und eine ausführliche Lokalsammlung verschiedenster Insekten. Durch den Zusammenschluss erhöhte sich die Mitgliederzahl auf 150, sodass für Vereinsabende ins Kaffeehaus Hartmann umgezogen werden musste. Als 1. Vorsitzender der Leipziger Entomologischen Gesellschaft wurde mit Herrn Hörhammer ein anerkannter Schmetterlingskenner gewählt.
Am 14. November 1932 veranstaltete die Entomologische Gesellschaft eine „Reichert-Feier“ aus Anlass der 50-jährigen Mitgliedschaft Alexander Reicherts, er war der Bibliothekar und Kustos im Verein. Studienrat Karl A. Dorn vereinbarte im Januar 1944, dass die Vereinssitzungen der Entomologischen Gesellschaft in den Räumlichkeiten der Naturforschenden Gesellschaft stattfinden konnten.
Die Luftangriffe auf Leipzig fügten der Stadt während des Zweiten Weltkriegs schwere Schäden zu, damit dürfte auch das Ende der Gesellschaft markiert gewesen sein.

## Mitglieder
Als prominente Beispiele für Mitglieder der Gesellschaft seien genannt:
- Ernst Carstanjen (1836–1884), Chemiker
- Günther Enderlein (1872–1968), Zoologe und Entomologe (Ehrenmitglied)
- Max Fingerling (1844–1904), Kaufmann
- Ernst Heyne (1833–1905), Buch- und Naturalienhändler und Entomologe
- Oskar Krancher (1857–1936), Realschullehrer und Entomologe (Ehrenmitglied)
- Richard Krieger (1856–1920), Zoologe
- Alexander Reichert (1859–1939), Zoologe (Ehrenvorsitzender)
- Jean Guillaume Charles Eugene Rey (1838–1909), Ornithologe und Entomologe (Ehrenvorsitzender)

## Veröffentlichungen
- Die Gross-Schmetterlinge des Leipziger Gebietes. Herausgegeben vom Entomologischen Verein Fauna zu Leipzig. 3. Auflage (1900) mit einem Nachtrage (1906), zusammengestellt von Alexander Reichert. Herausgegeben vom Entomologischen Verein Fauna zu Leipzig zur Feier seines 25-jährigen Bestehens.